# Estádio João Marcatto
O Estádio João Marcatto é um estádio de futebol localizado na cidade de Jaraguá do Sul, no estado de Santa Catarina, pertence ao Grêmio Esportivo Juventus e tem capacidade para 10.270 pessoas. Seu nome é uma homenagem a um empreendedor da cidade.
Embora o estádio já exista desde o início das atividades do Juventus no profissionalismo, nos anos 70, consta na atual arquibancada coberta do estádio uma placa referente a inauguração do primeiro lance de arquibancadas de concreto, onde hoje ficam as chamadas "sociais" do estádio, datada de 11 de abril de 1990, numa partida amistosa entre o Juventus e o Coritiba Football Club, que terminou empatada em 1 a 1. Até então, o estádio não possuía arquibancadas de concreto.
As outras arquibancadas hoje existentes, as descobertas, foram erguidas apenas em meados de 1993. Não se pode precisar qual a primeira partida após a ampliação do estádio, mas, o primeiro jogo oficial do clube em Jaraguá do Sul pelo campeonato estadual daquele ano foi uma vitória por 1 a 0 contra a Caçadorense no dia 28 de fevereiro, sendo o provável jogo inaugural das arquibancadas descobertas do estádio.